# Through the Ages: Příběh civilizace
Through the Ages: Příběh civilizace je desková hra českého autora Vladimíra Chvátila.
Ve hře hráči budují civilizaci. V závislosti na její vyspělosti mají v rámci tahu určitý počet civilních a vojenských akcí, které využívají k jejímu vylepšování.
V roce 2007 obdržela hra ocenění International Gamers Awards.